# Persone di cognome Taylor
| Questa pagina contiene informazioni ricavate automaticamente dalle voci biografiche con l'ausilio del template Bio e di un bot. L'aggiornamento è periodico e automatico e ricostruisce completamente la pagina. Se manca una persona in questa lista, sei pregato di non aggiungerla, ma accertati piuttosto che la sua voce biografica contenga il template Bio e che i dati anagrafici siano correttamente compilati. Se il template Bio manca, inseriscilo tu stesso o, in alternativa, metti l'avviso {{tmp\|Bio}} che ne segnala la mancanza. Se i dati riportati sono sbagliati, correggi direttamente la voce biografica; le modifiche saranno visibili in questa lista entro pochi giorni. Per chiarimenti vedi il progetto antroponimi. La lista contiene solo le 398 persone che sono citate nell'enciclopedia e per le quali è stato implementato correttamente il template Bio. Pagina aggiornata al 7 ago 2025. |

Questa è una lista di persone presenti nell'enciclopedia che hanno il cognome Taylor, suddivise per attività principale.

## Allenatori di calcio(14)
- Tommy Taylor, allenatore di calcio e ex calciatore inglese (Hornchurch, n. 1951)
- David Taylor, allenatore di calcio e ex calciatore britannico (n. 1965)
- Dick Taylor, allenatore di calcio e calciatore inglese (Wolverhampton, n. 1918 - † 1995)
- Frank Taylor, allenatore di calcio e calciatore inglese (Hemsworth, n. 1916 - † 1970)
- Gareth Taylor, allenatore di calcio e ex calciatore britannico (Weston-super-Mare, n. 1973)
- Graham Taylor, allenatore di calcio e calciatore inglese (Worksop, n. 1944 - Kings Langley, † 2017)
- John Taylor, allenatore di calcio e ex calciatore inglese (Norwich, n. 1964)
- Jack Taylor, allenatore di calcio e calciatore inglese (Barnsley, n. 1914 - Barnsley, † 1978)
- Neil Taylor, allenatore di calcio e ex calciatore gallese (St Asaph, n. 1989)
- Peter John Taylor, allenatore di calcio e ex calciatore inglese (Southend-on-Sea, n. 1953)
- Peter Thomas Taylor, allenatore di calcio e calciatore inglese (Nottingham, n. 1928 - Maiorca, † 1990)
- Steven Taylor, allenatore di calcio e ex calciatore inglese (Londra, n. 1986)
- Stuart Taylor, allenatore di calcio e ex calciatore scozzese (Glasgow, n. 1974)
- Tony Taylor, allenatore di calcio e ex calciatore scozzese (Glasgow, n. 1946)

## Allenatori di pallacanestro(1)
- Mike Taylor, allenatore di pallacanestro statunitense (Williamsport, n. 1972)

## Arbitri di calcio(2)
- Jack Taylor, arbitro di calcio inglese (Wolverhampton, n. 1930 - Shropshire, † 2012)
- Anthony Taylor, arbitro di calcio inglese (Manchester, n. 1978)

## Architetti(2)
- George Ledwell Taylor, architetto inglese (Londra, n. 1788 - Broadstairs, Kent, † 1873)
- Robert Taylor, architetto inglese (Woodford, n. 1714 - Londra, † 1788)

## Arciere(2)
- Leonie Taylor, arciera statunitense (Cincinnati, n. 1870 - Mount Sterling, † 1936)
- Mabel Taylor, arciera statunitense (Cincinnati, n. 1879 - † 1967)

## Arcieri(2)
- Homer Taylor, arciere statunitense (Leyden, n. 1851 - Greenfield, † 1933)
- Ralph Taylor, arciere statunitense (Plain Township, n. 1874 - Columbus, † 1958)

## Astronomi(1)
- Charles Clement Jennings Taylor, astronomo britannico (Lincolnshire, n. 1861 - Città del Capo, † 1922)

## Attori(26)
- Malcolm McDowell, attore britannico (Leeds, n. 1943)
- Benedict Taylor, attore britannico (Hampstead, n. 1960)
- Don Taylor, attore, regista e produttore televisivo statunitense (Freeport, n. 1920 - Los Angeles, † 1998)
- Dub Taylor, attore statunitense (Richmond, n. 1907 - Los Angeles, † 1994)
- Dylan Taylor, attore canadese (Toronto, n. 1981)
- Forrest Taylor, attore statunitense (Bloomington, n. 1883 - Garden Grove, † 1965)
- Harry Taylor, attore britannico
- James Arnold Taylor, attore e doppiatore statunitense (Santa Barbara, n. 1969)
- Jeremy Ray Taylor, attore statunitense (Bluff City, n. 2003)
- Josh Taylor, attore statunitense (Princeton, n. 1943)
- Jud Taylor, attore, regista televisivo e produttore televisivo statunitense (New York, n. 1932 - New York, † 2008)
- Mark L. Taylor, attore statunitense (Syracuse, n. 1950)
- Matthew G. Taylor, attore canadese (Toronto, n. 1971)
- Meshach Taylor, attore statunitense (Boston, n. 1947 - Altadena, † 2014)
- Noah Taylor, attore britannico (Londra, n. 1969)
- Rip Taylor, attore e comico statunitense (Washington, n. 1931 - Los Angeles, † 2019)
- Robert Taylor, attore statunitense (Filley, n. 1911 - Santa Monica, † 1969)
- Robert Taylor, attore australiano (Melbourne, n. 1963)
- Robin Lord Taylor, attore statunitense (Shueyville, n. 1978)
- Rod Taylor, attore australiano (Sydney, n. 1930 - Los Angeles, † 2015)
- Ron Taylor, attore, cantante e scrittore statunitense (Galveston, n. 1952 - Los Angeles, † 2002)
- Shane Taylor, attore cinematografico inglese (Dover, n. 1974)
- Tate Taylor, attore, regista e sceneggiatore statunitense (Jackson, n. 1969)
- Vaughn Taylor, attore statunitense (Boston, n. 1910 - Los Angeles, † 1983)
- Wesley Taylor, attore e sceneggiatore statunitense (Elizabeth, n. 1986)
- Wilton Taylor, attore statunitense (n. 1869 - † 1925)

## Attori pornografici(1)
- Kameron Taylor, attore pornografico statunitense (Albuquerque, n. 1998)

## Attrici(22)
- Marie Empress, attrice britannica (Birmingham, n. 1884 - Oceano Atlantico, † 1919)
- Natascha McElhone, attrice britannica (Hampstead, n. 1971)
- Alma Taylor, attrice inglese (Londra, n. 1895 - Londra, † 1974)
- Brette Taylor, attrice e cantante statunitense (Cincinnati)
- Christine Taylor, attrice statunitense (Allentown, n. 1971)
- Clarice Taylor, attrice statunitense (contea di Buckingham, n. 1917 - Englewood, † 2011)
- Courtenay Taylor, attrice e doppiatrice statunitense (San Francisco, n. 1969)
- Elizabeth Taylor, attrice britannica (Londra, n. 1932 - Los Angeles, † 2011)
- Estelle Taylor, attrice statunitense (Wilmington, n. 1894 - Los Angeles, † 1958)
- Femi Taylor, attrice, cantante e ballerina britannica (n. 1961)
- Georgia Taylor, attrice britannica (Wigan, n. 1980)
- Gwen Taylor, attrice inglese (Derby, n. 1939)
- Holland Taylor, attrice statunitense (Filadelfia, n. 1943)
- Holly Taylor, attrice e ballerina canadese (Middleton, n. 1997)
- Joanna Taylor, attrice e ex modella britannica (Londra, n. 1978)
- Laurette Taylor, attrice statunitense (New York, n. 1884 - † 1946)
- Lili Taylor, attrice statunitense (Glencoe, n. 1967)
- Rachael Taylor, attrice e ex modella australiana (Launceston, n. 1984)
- Regina Taylor, attrice, regista teatrale e drammaturga statunitense (Dallas, n. 1960)
- Renée Taylor, attrice e doppiatrice statunitense (New York, n. 1933)
- Ruth Taylor, attrice statunitense (Grand Rapids, n. 1905 - Palm Springs, † 1984)
- Tamara Taylor, attrice canadese (Toronto, n. 1970)

## Attrici pornografiche(5)
- Jesse Jane, attrice pornografica statunitense (Fort Worth, n. 1980 - Moore, † 2024)
- Chanel Preston, attrice pornografica statunitense (Fairbanks, n. 1985)
- Daisy Taylor, attrice pornografica statunitense (Los Angeles, n. 1998)
- Jodi Taylor, ex attrice pornografica statunitense (Portland, n. 1991)
- Julia Taylor, ex attrice pornografica ungherese (Budapest, n. 1978)

## Autori di videogiochi(1)
- Chris Taylor, autore di videogiochi canadese (Columbia Britannica)

## Bassisti(2)
- Alan Taylor, bassista e produttore discografico inglese (Halifax, n. 1947 - Bologna, † 2011)
- Larry Taylor, bassista e chitarrista statunitense (Austin, n. 1942 - Lake Balboa, † 2019)

## Batteristi(5)
- Art Taylor, batterista statunitense (New York, n. 1929 - † 1995)
- Dallas Taylor, batterista statunitense (Denver, n. 1948 - Los Angeles, † 2015)
- Phil Taylor, batterista britannico (Chesterfield, n. 1954 - Londra, † 2015)
- Roger Taylor, batterista britannico (Birmingham, n. 1960)
- Rufus Taylor, batterista britannico (Londra, n. 1991)

## Botanici(1)
- George Taylor, botanico scozzese (Edimburgo, n. 1904 - Dunbar, † 1993)

## Calciatori(37)
- Ash Taylor, calciatore gallese (Bromborough, n. 1990)
- Robert Taylor, calciatore finlandese (Kuopio, n. 1994)
- Tony Taylor, ex calciatore statunitense (Long Beach, n. 1989)
- Andrew Taylor, ex calciatore inglese (Hartlepool, n. 1986)
- Charlie Taylor, calciatore inglese (York, n. 1993)
- Chris Taylor, ex calciatore inglese (Oldham, n. 1986)
- DJ Taylor, calciatore statunitense (Raleigh, n. 1997)
- Dale Taylor, calciatore nordirlandese (Belfast, n. 2003)
- David Taylor, ex calciatore neozelandese
- Ernie Taylor, calciatore e allenatore di calcio inglese (Sunderland, n. 1925 - Birkenhead, † 1985)
- Evan Taylor, calciatore giamaicano (Savanna-la-Mar, n. 1989)
- Fabian Taylor, ex calciatore giamaicano (Kingston, n. 1980)
- Gerry Taylor, ex calciatore inglese (Kingston upon Hull, n. 1947)
- Greg Taylor, calciatore scozzese (Greenock, n. 1997)
- Ian Taylor, ex calciatore inglese (Birmingham, n. 1968)
- Ian Taylor, ex calciatore scozzese (Aberdeen, n. 1948)
- Jack Taylor, calciatore irlandese (Londra, n. 1998)
- Jake Taylor, calciatore inglese (Ascot, n. 1991)
- Jermaine Taylor, ex calciatore giamaicano (Parrocchia di Portland, n. 1985)
- Jim Taylor, calciatore e allenatore di calcio inglese (Hillingdon, n. 1917 - Reading, † 2001)
- Joey Taylor, calciatore montserratiano (n. 1997)
- Jon Taylor, calciatore inglese (Liverpool, n. 1992)
- Joseph Taylor, calciatore scozzese (n. 1851 - † 1888)
- Kenneth Taylor, calciatore olandese (Alkmaar, n. 2002)
- Lionel Taylor, calciatore samoano (n. 1984)
- Lyle Taylor, calciatore montserratiano (Staines, n. 1990)
- Maik Taylor, ex calciatore nordirlandese (Hildesheim, n. 1971)
- Martin Taylor, ex calciatore inglese (Ashington, n. 1979)
- Matthew Taylor, ex calciatore inglese (Oxford, n. 1981)
- Paul Taylor, calciatore inglese (Liverpool, n. 1987)
- Phil Taylor, calciatore e allenatore di calcio inglese (Bristol, n. 1917 - Bedfordshire, † 2012)
- Richard Taylor, calciatore inglese (Hackney, n. 2000)
- Ryan Taylor, ex calciatore inglese (Liverpool, n. 1984)
- Steve Taylor, ex calciatore inglese (Royton, n. 1955)
- Stuart Taylor, ex calciatore inglese (Romford, n. 1980)
- Tommy Taylor, calciatore inglese (Barnsley, n. 1932 - Monaco di Baviera, † 1958)
- Thomas Sylvester Taylor, calciatore canadese (Galt, n. 1880 - Winnipeg, † 1945)

## Calciatrici(2)
- Amy Taylor, ex calciatrice australiana (Canberra, n. 1979)
- Jodie Taylor, ex calciatrice inglese (Birkenhead, n. 1986)

## Canottiere(2)
- Brenda Taylor, ex canottiera canadese (n. 1962)
- Rachael Taylor, canottiera australiana (Ballarat, n. 1976)

## Canottieri(3)
- Geoffrey Taylor, canottiere canadese (Toronto, n. 1890 - Ypres, † 1915)
- Norman Taylor, canottiere canadese (York, n. 1899 - Guelph, † 1980)
- Peter Taylor, canottiere neozelandese (Lower Hutt, n. 1984)

## Cantanti(9)
- Steve Taylor, cantante, regista e produttore cinematografico statunitense (Brawley, n. 1957)
- Sohn, cantante, polistrumentista e produttore discografico britannico (Londra, n. 1989)
- Corey Taylor, cantante, musicista e imprenditore statunitense (Des Moines, n. 1973)
- Joseph Taylor, cantante inglese (North Lincolnshire, n. 1833 - Lincolnshire, † 1910)
- Koko Taylor, cantante statunitense (Memphis, n. 1928 - Chicago, † 2009)
- Self Esteem, cantante britannica (Rotherham, n. 1986)
- Dick Taylor, cantante, chitarrista e polistrumentista britannico (Dartford, n. 1943)
- Teyana Taylor, cantante, attrice e ballerina statunitense (New York, n. 1990)
- Courtney Taylor-Taylor, cantante e chitarrista statunitense (Portland, n. 1967)

## Cantautori(2)
- Allan Taylor, cantautore inglese (Brighton, n. 1945)
- James Taylor, cantautore statunitense (Boston, n. 1948)

## Cantautrici(1)
- Maria Taylor, cantautrice e polistrumentista statunitense (Birmingham, n. 1976)

## Cestiste(3)
- Penny Taylor, ex cestista e allenatrice di pallacanestro australiana (Melbourne, n. 1981)
- Asia Taylor, cestista statunitense (Columbus, n. 1991)
- Lindsay Taylor, ex cestista e allenatrice di pallacanestro statunitense (Poway, n. 1981)

## Cestisti(39)
- Chuck Taylor, cestista e allenatore di pallacanestro statunitense (Contea di Brown, n. 1901 - Indianapolis, † 1969)
- Fatty Taylor, cestista statunitense (Washington, n. 1946 - Denver, † 2017)
- Fred Taylor, ex cestista statunitense (Houston, n. 1948)
- Fred Taylor, cestista, giocatore di baseball e allenatore di pallacanestro statunitense (Zanesville, n. 1924 - Hilliard, † 2002)
- Jay Taylor, cestista statunitense (Aurora, n. 1967 - Aurora, † 1998)
- Jeff Taylor, cestista statunitense (Blytheville, n. 1960 - † 2020)
- Jeff Taylor, cestista svedese (Norrköping, n. 1989)
- Kam Taylor, ex cestista statunitense (Chicago, n. 1984)
- Mike Taylor, ex cestista statunitense (Chicago, n. 1986)
- Ollie Taylor, cestista statunitense (New York, n. 1947 - Pearland, † 2025)
- Ronell Taylor, ex cestista statunitense (Washington, n. 1982)
- Vince Taylor, ex cestista e allenatore di pallacanestro statunitense (Lexington, n. 1960)
- Alan Taylor, ex cestista statunitense (Encino, n. 1958)
- Anthony Taylor, ex cestista statunitense (Los Angeles, n. 1965)
- Brandon Taylor, cestista statunitense (West Hollywood, n. 1994)
- Brian Taylor, ex cestista e allenatore di pallacanestro statunitense (Perth Amboy, n. 1951)
- Bryce Taylor, ex cestista e allenatore di pallacanestro statunitense (Encino, n. 1986)
- David Taylor, ex cestista tedesco (Bayreuth, n. 1995)
- Derrick Taylor, ex cestista e allenatore di pallacanestro statunitense (Baton Rouge, n. 1963)
- Eric Taylor, ex cestista statunitense (Cincinnati, n. 1976)
- Isaiah Taylor, cestista statunitense (Hayward, n. 1994)
- Jeril Taylor, cestista statunitense (Louisville, n. 1994)
- Jermaine Taylor, ex cestista statunitense (Tavares, n. 1986)
- Jimmie Taylor, cestista statunitense (Eutaw, n. 1995)
- Johnny Taylor, ex cestista, allenatore di pallacanestro e dirigente sportivo statunitense (Chattanooga, n. 1974)
- Jordan Taylor, cestista statunitense (Bloomington, n. 1989)
- Kameron Taylor, cestista statunitense (Landover, n. 1994)
- Marcus Taylor, ex cestista statunitense (Lansing, n. 1981)
- Maurice Taylor, ex cestista statunitense (Detroit, n. 1976)
- Roger Taylor, cestista statunitense (Park Forest, n. 1937 - † 2021)
- Ronald Taylor, cestista e attore statunitense (Torrance, n. 1947 - Santa Clarita, † 2019)
- Ronnie Taylor, ex cestista statunitense (Raleigh, n. 1981)
- Ryan Taylor, cestista statunitense (Gary, n. 1995)
- Terry Taylor, cestista statunitense (Bowling Green, n. 1999)
- Tony Taylor, cestista statunitense (Sleepy Hollow, n. 1990)
- Travis Taylor, cestista statunitense (Irvington, n. 1990)
- Tyshawn Taylor, ex cestista statunitense (Hoboken, n. 1990)
- Vernon Taylor, cestista statunitense (Charleston, n. 1987)
- Willie Taylor, cestista statunitense (Nashville, n. 1980 - † 2022)

## Chimici(1)
- Hugh Stott Taylor, chimico inglese (Lancashire, n. 1890 - Princeton, † 1974)

## Chitarristi(5)
- Andy Taylor, chitarrista, cantante e produttore discografico britannico (Cullercoats, n. 1961)
- Ebo Taylor, chitarrista e compositore ghanese (n. 1936)
- Grant Austin Taylor, chitarrista, armonicista e cantante statunitense (Norfolk, n. 1995)
- Mick Taylor, chitarrista britannico (Welwyn Garden City, n. 1949)
- Paul Taylor, chitarrista e tastierista statunitense (San Francisco, n. 1960)

## Compositori(2)
- Benson Taylor, compositore e produttore discografico inglese (Bradford, n. 1983)
- Deems Taylor, compositore e critico musicale statunitense (New York, n. 1885 - New York, † 1966)

## Critici letterari(1)
- Tom Taylor, critico letterario e scrittore inglese (Bishopwearmouth, n. 1817 - Londra, † 1880)

## Culturisti(1)
- Vince Taylor, ex culturista statunitense (Havre de Grace, n. 1956)

## Danzatori(1)
- Paul Taylor, ballerino, coreografo e direttore artistico statunitense (Wilkinsburg, n. 1930 - Manhattan, † 2018)

## Direttori della fotografia(2)
- Gilbert Taylor, direttore della fotografia e fotografo britannico (Bushey Heath, n. 1914 - Newport, † 2013)
- Ronnie Taylor, direttore della fotografia inglese (Hampstead, n. 1924 - Ibiza, † 2018)

## Direttrici del casting(1)
- Juliet Taylor, direttrice del casting statunitense (Massachusetts)

## Dirigenti d'azienda(1)
- Alistair Taylor, manager britannico (Runcorn, n. 1935 - Chesterfield, † 2004)

## Disc jockey(2)
- Funkmaster Flex, disc jockey statunitense (New York, n. 1968)
- Switch, disc jockey, cantautore e produttore discografico inglese

## Doppiatrici(3)
- Maddie Taylor, doppiatrice e disegnatrice statunitense (Flint, n. 1966)
- Russi Taylor, doppiatrice statunitense (Cambridge, n. 1944 - Los Angeles, † 2019)
- Veronica Taylor, doppiatrice statunitense (New York, n. 1965)

## Drammaturghi(2)
- Isidore Taylor, drammaturgo, artista e filantropo francese (Bruxelles, n. 1789 - Parigi, † 1879)
- Samuel A. Taylor, commediografo e sceneggiatore statunitense (Chicago, n. 1912 - Blue Hill, † 2000)

## Economisti(2)
- Fred Manville Taylor, economista statunitense (Northville, n. 1855 - Pasadena, † 1932)
- John B. Taylor, economista statunitense (Yonkers, n. 1946)

## Editori(1)
- John Edward Taylor, editore e imprenditore inglese (Ilminster, n. 1791 - † 1844)

## Educatori(1)
- John Wilkinson Taylor, educatore statunitense (Covington, n. 1906 - Denver, † 2001)

## Filosofi(3)
- Alfred Edward Taylor, filosofo scozzese (Oundle, n. 1869 - Edimburgo, † 1945)
- Charles Taylor, filosofo canadese (Montréal, n. 1931)
- Thomas Taylor, filosofo britannico (Londra, n. 1758 - Londra, † 1835)

## Fisici(3)
- Geoffrey Ingram Taylor, fisico inglese (Londra, n. 1886 - Cambridge, † 1975)
- John R. Taylor, fisico e divulgatore scientifico britannico (Londra, n. 1939)
- Richard Edward Taylor, fisico canadese (Medicine Hat, n. 1929 - Stanford, † 2018)

## Generali(2)
- Kenneth Taylor, generale statunitense (Enid, n. 1919 - Tucson, † 2006)
- Maxwell Taylor, generale e diplomatico statunitense (Keytesville, n. 1901 - Washington, † 1987)

## Geologi(1)
- Griffith Taylor, geologo, antropologo e esploratore britannico (Walthamstow, n. 1880 - Manly, † 1963)

## Giocatori di baseball(1)
- Dummy Taylor, giocatore di baseball statunitense (Oskaloosa, n. 1875 - Jacksonville, † 1958)

## Giocatori di football americano(42)
- Aaron Taylor, ex giocatore di football americano statunitense (San Francisco, n. 1972)
- Alontae Taylor, giocatore di football americano statunitense (Winchester, n. 1998)
- Brandon Taylor, ex giocatore di football americano statunitense (Bogalusa, n. 1990)
- Bruce Taylor, ex giocatore di football americano statunitense (Perth Amboy, n. 1948)
- Charley Taylor, giocatore di football americano statunitense (Grand Prairie, n. 1941 - Sterling, † 2022)
- Cooper Taylor, giocatore di football americano statunitense (Atlanta, n. 1990)
- Courtney Taylor, ex giocatore di football americano statunitense (Carrollton, n. 1984)
- Darrell Taylor, giocatore di football americano statunitense (Waverly, n. 1997)
- Davion Taylor, giocatore di football americano statunitense (McComb, n. 1998)
- Devin Taylor, ex giocatore di football americano statunitense (Beaufort, n. 1989)
- Dhiego Taylor, giocatore di football americano brasiliano
- Fred Taylor, ex giocatore di football americano statunitense (Pahokee, n. 1976)
- Ja'Sir Taylor, giocatore di football americano statunitense (Asbury Park, n. 1999)
- Jamar Taylor, giocatore di football americano statunitense (San Diego, n. 1990)
- Jim Taylor, giocatore di football americano statunitense (Baton Rouge, n. 1935 - Baton Rouge, † 2018)
- Jason Taylor, ex giocatore di football americano statunitense (Pittsburgh, n. 1974)
- Jawaan Taylor, giocatore di football americano statunitense (Cocoa, n. 1997)
- Jaycen Taylor, giocatore di football americano e allenatore di football americano statunitense (Hawthorne, n. 1987)
- John Taylor, ex giocatore di football americano statunitense (Pennsauken Township, n. 1962)
- Jordan Taylor, giocatore di football americano statunitense (Denison, n. 1992)
- Jullian Taylor, giocatore di football americano statunitense (Filadelfia, n. 1995)
- Keith Taylor, ex giocatore di football americano statunitense (Pennsauken, n. 1964)
- Keith Taylor, giocatore di football americano canadese (Long Beach, n. 1998)
- Ken Taylor, ex giocatore di football americano statunitense (San José, n. 1963)
- Lane Taylor, giocatore di football americano statunitense (Arlington, n. 1989)
- Lawrence Taylor, ex giocatore di football americano statunitense (Williamsburg, n. 1959)
- Malik Taylor, giocatore di football americano statunitense (Flint, n. 1995)
- Mason Taylor, giocatore di football americano statunitense (Plantation, n. 2004)
- Mike Taylor, giocatore di football americano statunitense (Shreveport)
- Otis Taylor, giocatore di football americano statunitense (Houston, n. 1942 - † 2023)
- Phil Taylor, giocatore di football americano statunitense (Clinton, n. 1988)
- Ryan Taylor, giocatore di football americano statunitense (Winston-Salem, n. 1987)
- Sean Taylor, giocatore di football americano statunitense (Miami, n. 1983 - Miami, † 2007)
- Stepfan Taylor, giocatore di football americano statunitense (Arlington, n. 1991)
- Terry Taylor, ex giocatore di football americano statunitense (Warren, n. 1961)
- Tory Taylor, giocatore di football americano australiano (Melbourne, n. 1997)
- Travis Taylor, ex giocatore di football americano statunitense (Fernandina Beach, n. 1979)
- Trent Taylor, giocatore di football americano statunitense (Cookeville, n. 1994)
- Trey Taylor, giocatore di football americano statunitense (Frisco, n. 2001)
- Tyrod Taylor, giocatore di football americano statunitense (Hampton, n. 1989)
- Vincent Taylor, giocatore di football americano statunitense (New Orleans, n. 1994)
- Zac Taylor, ex giocatore di football americano e allenatore di football americano statunitense (Norman, n. 1983)

## Giocatori di snooker(2)
- David Taylor, giocatore di snooker inglese (Grande Manchester, n. 1943)
- Dennis Taylor, giocatore di snooker britannico (Coalisland, n. 1949)

## Giornalisti(2)
- Derek Taylor, giornalista, scrittore e critico teatrale britannico (Liverpool, n. 1932 - Sudbury, † 1997)
- Jared Taylor, giornalista e attivista statunitense (Kobe, n. 1951)

## Hockeisti su ghiaccio(4)
- Billy Taylor Jr., hockeista su ghiaccio canadese (Kincaid, n. 1942 - † 1979)
- Ted Taylor, ex hockeista su ghiaccio canadese (Oak Lake, n. 1942)
- Cyclone Taylor, hockeista su ghiaccio canadese (Tara, n. 1884 - Vancouver, † 1979)
- Ross Taylor, hockeista su ghiaccio canadese (Toronto, n. 1902 - Toronto, † 1984)

## Imprenditori(1)
- Myron Charles Taylor, imprenditore e diplomatico statunitense (Lyons, n. 1874 - New York, † 1959)

## Informatici(1)
- Robert Taylor, informatico e psicologo statunitense (Dallas, n. 1932 - Woodside, † 2017)

## Ingegneri(3)
- Frederick Taylor, ingegnere e imprenditore statunitense (Germantown, n. 1856 - Filadelfia, † 1915)
- Philip Taylor, ingegnere e imprenditore britannico (n. 1786 - Sainte-Marguerite, † 1870)
- Rob Taylor, ingegnere britannico (Deddington, n. 1959)

## Insegnanti(1)
- Talus Taylor, insegnante e scrittore statunitense (New York, n. 1929 - Parigi, † 2015)

## Inventori(1)
- Samuel Taylor, inventore inglese († 1811)

## Letterati(1)
- John Taylor, letterato e filologo classico inglese (Shrewsbury, n. 1704 - Londra, † 1766)

## Matematici(2)
- Brook Taylor, matematico britannico (Edmonton, n. 1685 - Londra, † 1731)
- Richard Lawrence Taylor, matematico inglese (Cambridge, n. 1962)

## Medici(1)
- John Taylor, medico inglese (Norwich, n. 1703 - Roma, † 1770)

## Militari(1)
- Herbert Taylor, ufficiale inglese (Bifrons, n. 1775 - Roma, † 1839)

## Missionari(1)
- Leo Hale Taylor, missionario e arcivescovo cattolico statunitense (Montevideo, n. 1889 - Lagos, † 1965)

## Modelle(3)
- Elyse Taylor, supermodella australiana (Vaucluse, n. 1991)
- Krissy Taylor, supermodella statunitense (Miami, n. 1978 - Pembroke Pines, † 1995)
- Niki Taylor, supermodella statunitense (Fort Lauderdale, n. 1975)

## Musicisti(2)
- Andrew Eldritch, musicista britannico (n. 1959)
- John Taylor, musicista britannico (Birmingham, n. 1960)

## Numismatici(1)
- George Francis Taylor, numismatico, storico e archeologo britannico († 2011)

## Nuotatori(4)
- Herbert Taylor, nuotatore e pallanuotista statunitense (Chicago, n. 1892 - Chicago, † 1965)
- Henry Taylor, nuotatore britannico (Oldham, n. 1885 - Oldham, † 1951)
- Jack George Taylor, nuotatore statunitense (Akron, n. 1931 - Baia di Guantánamo, † 1955)
- Kai Taylor, nuotatore australiano (South Brisbane, n. 2003)

## Ostacolisti(2)
- Morgan Taylor, ostacolista statunitense (Sioux City, n. 1903 - Rochester, † 1975)
- Angelo Taylor, ostacolista e velocista statunitense (Albany, n. 1978)

## Pallavoliste(1)
- Nikki Taylor, pallavolista e giocatrice di beach volley statunitense (Honolulu, n. 1995)

## Pallavolisti(1)
- Joshua Taylor, ex pallavolista e allenatore di pallavolo statunitense (Honolulu, n. 1992)

## Pastori protestanti(1)
- John Taylor, pastore protestante inglese (Milnthorpe, n. 1808 - Kaysville, † 1887)

## Pattinatrici artistiche su ghiaccio(1)
- Megan Taylor, pattinatrice artistica su ghiaccio britannica (Rochdale, n. 1920 - Giamaica, † 1993)

## Pesisti(1)
- Daniel Taylor, pesista statunitense (n. 1982)

## Pianisti(3)
- Billy Taylor, pianista e compositore statunitense (Greenville, n. 1921 - New York, † 2010)
- Cecil Taylor, pianista statunitense (New York, n. 1929 - New York, † 2018)
- John Taylor, pianista e compositore britannico (Manchester, n. 1942 - Angers, † 2015)

## Pilote automobilistiche(1)
- Molly Taylor, pilota automobilistica e pilota di rally australiana (Sydney, n. 1988)

## Piloti automobilistici(5)
- Henry Taylor, pilota automobilistico britannico (Shefford, n. 1932 - Vallauris, † 2013)
- John Taylor, pilota automobilistico britannico (Anstrey presso Leicester, n. 1933 - Coblenza, † 1966)
- Jordan Taylor, pilota automobilistico statunitense (Orlando, n. 1991)
- Ricky Taylor, pilota automobilistico statunitense (Surrey, n. 1989)
- Trevor Taylor, pilota automobilistico britannico (Sheffield, n. 1936 - Rotherham, † 2010)

## Piloti motociclistici(1)
- Jock Taylor, pilota motociclistico britannico (Pencaitland, n. 1954 - Imatra, † 1982)

## Pistard(1)
- Major Taylor, pistard statunitense (Indianapolis, n. 1878 - Chicago, † 1932)

## Pittori(1)
- Henry Fitch Taylor, pittore statunitense (Cincinnati, n. 1853 - Plainfield, † 1925)

## Poetesse(1)
- Jane Taylor, poetessa e scrittrice britannica (Londra, n. 1783 - Ongar, † 1824)

## Poeti(2)
- Edward Taylor, poeta, teologo e medico statunitense (Coventry, n. 1645 - Massachusetts, † 1729)
- Henry S. Taylor, poeta, traduttore e anglista statunitense (Lincoln, n. 1942)

## Polistrumentisti(1)
- Roger Taylor, polistrumentista, cantautore e compositore britannico (King's Lynn, n. 1949)

## Politiche(1)
- Rebecca Taylor, politica britannica (Todmorden, n. 1975)

## Politici(11)
- Van Taylor, politico e militare statunitense (Dallas, n. 1972)
- David Taylor, politico statunitense (Ohio, n. 1969)
- Edward Robeson Taylor, politico, poeta e avvocato statunitense (Springfield, n. 1838 - San Francisco, † 1923)
- Gene Taylor, politico statunitense (New Orleans, n. 1953)
- Keith Taylor, politico e imprenditore britannico (Rochford, n. 1953 - † 2022)
- Mark Taylor, politico statunitense (Albany, n. 1957)
- Richard Taylor, politico e generale statunitense (Springfield, n. 1826 - New York, † 1879)
- Scott Taylor, politico statunitense (Baltimora, n. 1979)
- William Barry Taylor, politico statunitense (n. 1784 - Liverpool, † 1835)
- William Robert Taylor, politico statunitense (Woodbury, n. 1820 - Burke, † 1909)
- Zachary Taylor, politico e generale statunitense (Barboursville, n. 1784 - Washington, † 1850)

## Produttori cinematografici(1)
- Brigham Taylor, produttore cinematografico statunitense (Palo Alto, n. 1967)

## Produttori discografici(2)
- Creed Taylor, produttore discografico statunitense (Lynchburg, n. 1929 - † 2022)
- Mark Taylor, produttore discografico britannico

## Psicologhe(1)
- Shelley Taylor, psicologa statunitense (Mount Kisco, n. 1946)

## Pugili(6)
- Charles "Bud" Taylor, pugile statunitense (Terre Haute, n. 1903 - † 1962)
- Jermain Taylor, ex pugile statunitense (Little Rock, n. 1978)
- Josh Taylor, pugile britannico (Prestonpans, n. 1991)
- Katie Taylor, pugile e calciatrice irlandese (Bray, n. 1986)
- Meldrick Taylor, ex pugile statunitense (Filadelfia, n. 1966)
- Oliver Taylor, ex pugile australiano (Townsville, n. 1938)

## Rapper(6)
- Afrika Bambaataa, rapper e disc jockey statunitense (New York, n. 1957)
- Phife Dawg, rapper statunitense (New York, n. 1970 - Contea di Contra Costa, † 2016)
- Sonsee, rapper statunitense (New York, n. 1970)
- The Game, rapper e attore statunitense (Compton, n. 1979)
- Trina, rapper e personaggio televisivo statunitense (Miami, n. 1978)
- Lil Reese, rapper statunitense (Chicago, n. 1993)

## Registe(1)
- Irene Taylor Brodsky, regista statunitense (Saint Louis, n. 1970)

## Registi(6)
- Alan Taylor, regista statunitense (New York, n. 1959)
- Brian Taylor, regista, sceneggiatore e produttore cinematografico statunitense (New York City)
- Finn Taylor, regista statunitense (Oakland, n. 1958)
- Ray Taylor, regista statunitense (Perham, n. 1888 - Hollywood, † 1952)
- Sam Taylor, regista, sceneggiatore e produttore cinematografico statunitense (New York, n. 1895 - Santa Monica, † 1958)
- William Desmond Taylor, regista, attore e produttore cinematografico irlandese (Carlow, n. 1872 - Los Angeles, † 1922)

## Religiosi(1)
- Jeremy Taylor, religioso inglese (Cambridge, n. 1613 - Lisburn, † 1667)

## Rugbisti a 15(4)
- Codie Taylor, rugbista a 15 neozelandese (Levin, n. 1991)
- John Taylor, ex rugbista a 15 gallese (Watford, n. 1946)
- Simon Taylor, ex rugbista a 15 e imprenditore britannico (Stirling, n. 1979)
- Warwick Taylor, ex rugbista a 15 neozelandese (Hamilton, n. 1960)

## Sceneggiatori(2)
- Christian Taylor, sceneggiatore, regista e produttore televisivo britannico (Londra, n. 1968)
- Stanner E.V. Taylor, sceneggiatore e regista statunitense (St. Louis, n. 1877 - Los Angeles, † 1948)

## Sceneggiatrici(2)
- Jeri Taylor, sceneggiatrice, produttrice televisiva e regista televisiva statunitense (Evansville, n. 1938 - Davis, † 2024)
- Vanessa Taylor, sceneggiatrice e produttrice televisiva statunitense (Boulder, n. 1970)

## Sciatori alpini(3)
- Billy Taylor, ex sciatore alpino statunitense (Saint Louis, n. 1956)
- Laurie Taylor, sciatore alpino britannico (n. 1996)
- Rod Taylor, sciatore alpino statunitense (Hartford, n. 1943 - † 2014)

## Scrittori(7)
- Andrew Taylor, scrittore britannico (Anglia orientale, n. 1951)
- Brandon Taylor, scrittore statunitense (Prattville, n. 1989)
- John Russell Taylor, scrittore inglese (n. 1935)
- John Taylor, scrittore e poeta inglese (Gloucester, n. 1578 - Londra, † 1653)
- Peter Matthew Hillsman Taylor, scrittore statunitense (Trenton, n. 1917 - Charlottesville, † 1994)
- Robert Lewis Taylor, scrittore statunitense (Carbondale, n. 1912 - Southbury, † 1998)
- Samuel W. Taylor, scrittore e sceneggiatore statunitense (n. 1907 - † 1997)

## Scrittrici(4)
- Constance Lindsay Taylor, scrittrice e poetessa inglese (n. 1907 - † 2000)
- Elizabeth Taylor, scrittrice britannica (Reading, n. 1912 - Penn, † 1975)
- Jodi Taylor, scrittrice britannica
- Katherine Kressmann Taylor, scrittrice statunitense (Portland, n. 1903 - † 1996)

## Scultrici(1)
- Una Troubridge, scultrice e traduttrice britannica (n. 1887 - † 1963)

## Soprani(1)
- Sybil Grey, soprano e attrice teatrale britannico (Londra, n. 1860 - Londra, † 1939)

## Storiche(1)
- Lily Ross Taylor, storica statunitense (Auburn, n. 1886 - Bryn Mawr, † 1969)

## Storici(1)
- A. J. P. Taylor, storico e giornalista britannico (Birkdale, n. 1906 - Londra, † 1990)

## Tenniste(2)
- Gabriella Taylor, tennista britannica (Southampton, n. 1998)
- Sarah Taylor, ex tennista statunitense (New York, n. 1981)

## Tennisti(2)
- Roger Taylor, ex tennista britannico (Sheffield, n. 1941)
- William Taylor, tennista britannico (Londra, n. 1860)

## Triplisti(1)
- Christian Taylor, triplista e lunghista statunitense (Fayetteville, n. 1990)

## Tuffatori(1)
- Leon Taylor, tuffatore britannico (Cheltenham, n. 1977)

## Velisti(1)
- Howard Taylor, velista britannico (Londra, n. 1861 - Melbourne, † 1925)

## Velocisti(2)
- Christopher Taylor, velocista giamaicano (Spanish Town, n. 1999)
- Robert Taylor, velocista statunitense (Tyler, n. 1948 - Missouri City, † 2007)

## Vescovi cattolici(3)
- Anthony Basil Taylor, vescovo cattolico statunitense (Fort Worth, n. 1954)
- John Edward Taylor, vescovo cattolico statunitense (East St. Louis, n. 1914 - Stoccolma, † 1976)
- Maurice Taylor, vescovo cattolico britannico (Hamilton, n. 1926 - Kilmarnock, † 2023)

## Wrestler(4)
- Terry Taylor, ex wrestler statunitense (Greenville, n. 1955)
- Chris Taylor, wrestler e lottatore statunitense (Dowagiac, n. 1950 - Story City, † 1979)
- Dave Taylor, ex wrestler britannico (Yorkshire, n. 1957)
- Ryan Taylor, wrestler statunitense (Phelan, n. 1987)

## Senza attività specificata(3)
- Mark Taylor, tecnico del suono britannico (Farnborough, n. 1966)
- Phil Taylor, ex giocatore di freccette inglese (Burslem, n. 1960)
- Richard Taylor, effettista, truccatore e costumista neozelandese (Cheadle, n. 1965)